# Rio Double Mountain Fork Brazos

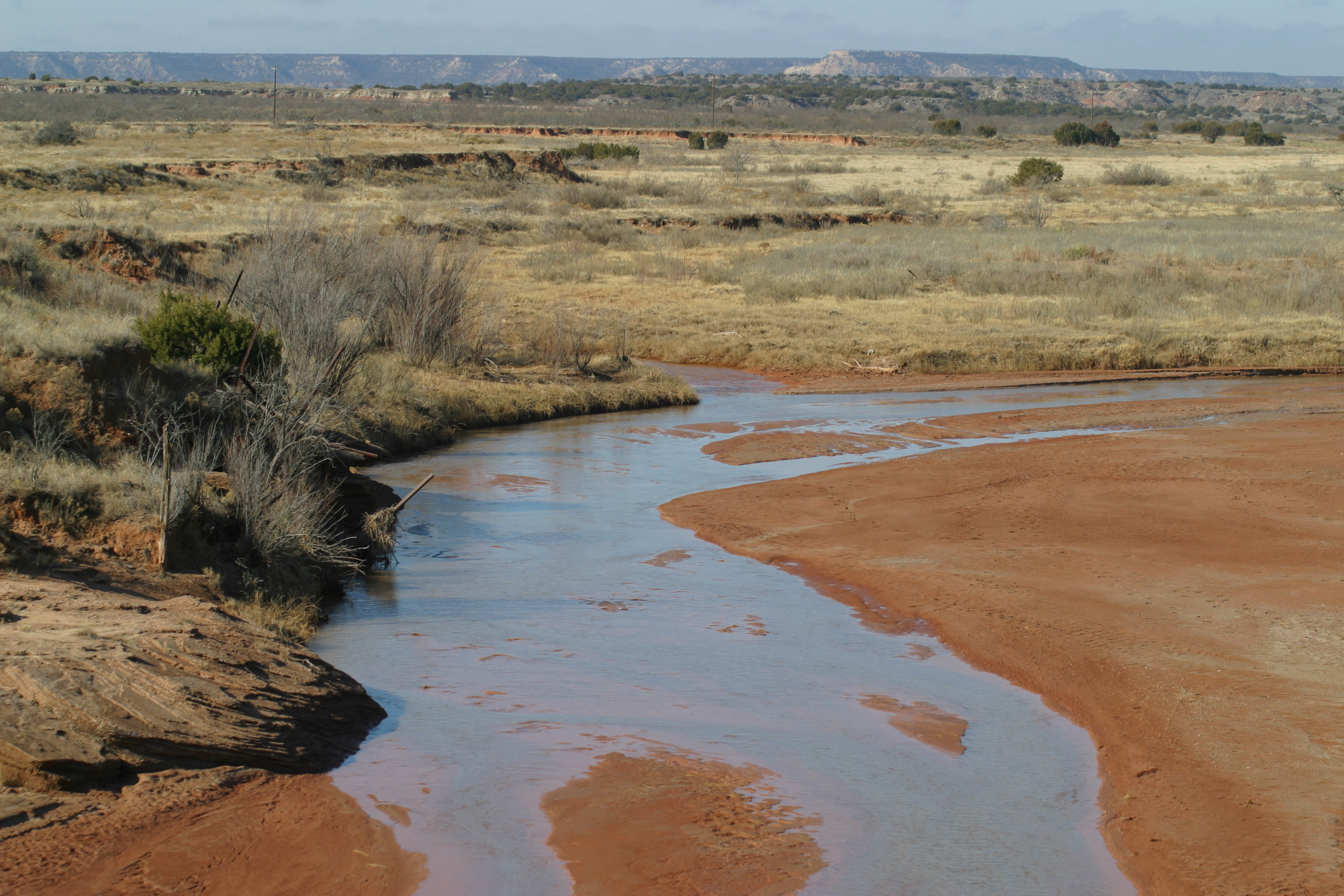

O Rio Double Mountain Fork Brazos é um rio intermitente, com cerca de 280 km de extensão, localizado no estado do Texas, nos Estados Unidos. Ele se junta a outros cursos de água para formar o Rio Brazos.